# 呉市総合体育館
呉市総合体育館（くれしそうごうたいいくかん）は、広島県呉市の広公園内にある体育館。愛称はオークアリーナ。

## 概要
収容人数約3,800人のメインアリーナ、サブアリーナ、武道場と付帯施設からなる総合体育館。愛称の「オーク（OAK）」とは呉市の市木であるカシのこと。施設は呉市が所有し、公益財団法人呉市体育振興財団が指定管理者として運営管理している。
ネーミングライツ（命名権）を2019年（平成31年）4月に広島市信用組合が取得し、「シシンヨーオークアリーナ」となった。
呉市制100周年記念事業の一環として2003年（平成15年）に開館。設計は安井・塩見設計共同体、施工は鹿島建設・増岡組・松本建設工事JVほか3JV。
バレーボール・Vプレミアリーグやハンドボール会場としても使用されている。
東隣に呉市立白岳小学校、西隣に広警察署がある。

## 施設概要
- メインアリーナ
  - 面積：2,451m2
  - 観客席：3844人（固定1,922席＋1階稼動970席＋2階固定940席＋車いす10席）
- サブアリーナ
  - 面積：640m2
- 武道場
  - 面積：720m2
  - 観客席：150人
- 付帯施設
  - ミーティングルーム
  - トレーニングルーム

## 交通アクセス
最寄りの鉄道駅
- JR西日本 呉線 「広駅」

最寄りのバス停留所
- JRバス 「広駅」

最寄りの幹線道路
- 国道185号

## 周辺
- 広島県立広高等学校
- 呉港高等学校
- 呉市立白岳中学校
- 呉市立白岳小学校
- 呉自動車学校
- 広公園
- 広警察署
- 呉両谷郵便局
- JA呉広東支店
- 呉市体育館（呉IHIアリーナ）